# منجك اليوسفي
سيف الدين منجك بن عبد الله اليوسفي الناصري، المعروف بمنجك الكبير، أو منجك اليوسفي (714–776 هـ/1314–1375م) كان من أجل الأمراء قدرا، ومن أكثر رجال عصر المماليك البحرية شجاعة وإقداما، ويدل على ذلك كثرة ما شغله من مناصب، وما قام به من الأعمال، وكثرة ندب السلاطين المماليك له في عظام الأمور، حتى أصبح في بعض الأوقات صاحب الحل والعقد في الديار المصرية وغيرها. وهو من الأمراء المعروفين بالصدقات والإحسان، فقد قيل عنه إنه كلما أقام ببلد من البلاد إلا وزع ما ينفع الناس، عمّر المدارس والخانات والخوانق، وأصلح القناطر، ورتب لهم السبل على الطرقات، وأقام في الأماكن الخفراء ورتب لهم ما يكفيهم وما ينفعهم. وأشهر ألقابه ما كُتب على قبره "هذا قبر المقر الأشرف العالي المولوي السيفي منجك كافل الممالك الشريفة الإسلامية"، وهو نفس اللقب الذي ذكره القلقشندي عنه بقوله: "وأخبرني المقرّ السيفيّ منجك كافل الممالك الشريفة أن...".

## أصله وظهوره على مسرح الأحداث
كان الأمير منجك اليوسفي من جملة مماليك السلطان الناصر محمد بن قلاوون، ثم تنقل في الخدم إلى أن صار من جملة السلاح داريه، ولم يرد اسم منجك اليوسفي في المصادر التاريخية إلا في عهد الصالح إسماعيل بن الناصر محمد عندما برز كرجل المهام الصعبة حيث لعب دورا واضحا حين اشتدت الفتنة بين السلطان الصالح إسماعيل وأخيه المخلوع الناصر أحمد المنفي في الكرك سنة 745 هـ/1344م، فأوعز إليه السلطان الصالح إسماعيل بتنفيذ مهمة قتل أخيه الناصر أحمد دون أن يشاور أحد الأمراء في ذلك، فسافر منجك إلى الكرك وقتله وقطع رأسه ووضعها في صندوق وأحضرها معه إلى مصر.
ولتنفيذ خطة قتل الناصر أحمد قام منجك اليوسفي بالسفر ليلا من القاهرة على الإبل، فوصل إلى الكرك ودخل على الملك الناصر فخنقه في ليلة رابع شهر ربيع الأول، وقطع رأسه، وسار من ليلته دون أن يعلم الأمراء ولا العسكر بشيء من ذلك، حتى أصبحوا وقد قطع منجك مسافة بعيدة، وصل بعدها بثلاثة أيام إلى قلعة الجبل ليلا، وقدم الرأس بين يدي السلطان – وكان الناصر أحمد ضخما مهولا، له شعر طويل – فاقشعر السلطان عند رؤيته وبات مرجوفًا.
كما كان للأمير منجك دورا مهما في الاحتياط على تركة الأمير سيف الدين جركس الناصري نائب قلعة الروم سنة 745 هـ/1344م بعد وفاته حيث إنه ترك أملاكا كثيرة وأموالا جمة ولم يترك له وريثا، وتلبية لطلب الملك الصالح إسماعيل فقد توجه منجك اليوسفي إلى حلب ونجح في مهمته، فأسهم نجاحه في مهمته في زيادة قامته السياسية بين أقرانه من أمراء المماليك.
كما تعد المشاركة السياسية الأكبر بالنسبة للأمير منجك عندما اعتمد عليه سلاطين المماليك في التخلص من معارضيهم والخارجين عليهم؛ حيث إنه بعد وفاة السلطان الملك الصالح إسماعيل سنة 746 هـ/1345م تولى السلطنة بعده أخوه الكامل شعبان وفي عهده انتشرت الإشاعة في ذي الحجة 746 هـ/1345م باتفاق الأمير أل ملك نائب صفد مع الأمير سيف الدين قمارى نائب طرابلس على الخروج على السلطان، فتوجس السلطان خفية من ذلك وأرسل الأمير منجك اليوسفي السلاح دار إلى صفد لكي يتبين حقيقة الأمر، فلما وصل إلى صفد أقسم له الأمير أل ملك أنه بريء مما قيل عنه وأنعم على منجك اليوسفي بألف دينار بالإضافة إلى الخيل والأقمشة.
ولكن الأمور لم تهدأ مع الأمير أل ملك فقد انتهز السلطان الكامل شعبان وفاة الأمير جنكلي بابا في ذي الحجة سنة 746 هـ/مارس 1346م وأرسل كتابا مع الأمير منجك اليوسفي إلى أل ملك للقدوم إلى القاهرة لكي يستقر في إقطاعه وكان الهدف من ذلك هو القبض عليه فوصل منجك إلى صفد في محرم سنة 747 هـ/أبريل 1346م ومعه كتاب السلطان فسار معه أل ملك عائدا إلى مصر وعندما وصل إلى غزة قبض عليه منجك اليوسفي وقيده، وفي نفس الوقت قبض أيضا على الأمير قمارى نائب طرابلس ووصل الأميران إلى قليوب ثم ركبا النيل إلى الإسكندرية فاعتقلا بها.
ومن المهام أيضا التي كلف بها الأمير منجك السلاح دار في عهد السلطان الكامل شعبان التوجه إلى الأمير سيف الدين يلبغا اليحياوي نائب الشام عندما خرج عن طاعة السلطان وتحالف مع نواب الشام (نائب حمص ونائب صفد، ونائب حماة، ونائب طرابلس) فاجتمع السلطان بأمرائه وتشاور معهم واستقر الرأي على أن يرسل الأمير منجك اليوسفي إلى الشام للكشف عن ذلك، فلما وصل إلى دمشق قبض عليه الأمير يلبغا نائب الشام وسجنه بقلعة دمشق لكشف الخبر، وهمّ بقتله ثم تركه مقيما بدمشق فظل بها حتى انتهى الأمر بخلع الكامل شعبان وتولي الملك المظفر حاجي بن الناصر محمد بن قلاوون في جمادى الآخرة سنة 747 هـ/1346م فعند ذلك عاد الأمير سيف الدين منجك إلى القاهرة.
وفي سلطنة المظفر حاجي تخوف السلطان من الأمير يلبغا اليحياوي نائب الشام فاحتال للقبض عليه واستدرجه إلى مصر وقد نجح الأمير قطيلجا نائب حماة في القبض عليه ومعه والده وعدد من الأمراء وأعيان مماليكه بحماة وكتب بذلك إلى السلطان حاجي ففرح بذلك وأمر بحملهم إلى مصر مقيدين، ثم إن السلطان أمر الأمير منجك اليوسفي السلاح دار بقتله، فسار حتى لقاه بقاقون فأخذ يلبغا اليحياوي إلى قلعة قاقون وقتله بها في يوم الجمعة 20 جمادى الأولى وقطع رأسه وحملها إلى السلطان.
يلاحظ اعتماد السلاطين على الأمير منجك اليوسفي السلاح دار في تصفية خصومهم وبراعته في تحقيق ذلك.
كان لنجاح الأمير منجك فيما كلف به من أعمال أثر كبير في سرعة ترقيه في الوظائف فبعد عودته إلى مصر ترقى إلي أمير مائة مقدم ألف وعين في وظيفة حاجب الحجاب في دمشق عوضا عن أمير علي بن طغربل فدخلها في 18 رجب سنة 748 هـ/23 أكتوبر 1347م.
ويذكر الصفدي أن الأمير منجك اليوسفي قام بعمله في الحجوبية "على أتم ما يكون وأكمل"، حتى إن الأمير سيف الدين بن أرغون شاه نائب الشام كان يرسل إليه كثيرا من الموضوعات لكي ينظر فيها ويقرر ما يراه مناسبا وذلك بعد عودته من دار العدل إلى بيته، واتخذ لنفسه أحد موقعي السلطان فكان يكتب له المراسيم بخلاص الحقوق، ويعلق الصفدي على ذلك بقوله: "وهذا لم نره لغيره من الحجاب".
وظل منجك اليوسفي يتمتع بمكانة مميزة بين الأمراء حيث أرسل له السلطان الناصر حسن بن الناصر محمد بن قلاوون في سلطنته الأولى يستدعيه من دمشق فأتى إلى مصر في أول شوال 748 هـ/يناير 1348م فخلع عليه السلطان في 7 شوال/8 يناير وقرره في الوزارة والإستادارية بالديار المصرية، وكان أخوه بيبغا آروس قد تولى نيابة السلطنة بالديار المصرية في 5 شوال من نفس العام.

## منجك اليوسفي وزيرا للديار المصرية
خرج الأمير منجك اليوسفي في موكب عظيم يسير فيه الأمراء بين يديه فأدار أمور الدولة وأحكم تدبيرها، "فصار حكم مصر للأخوين: بيبغا آروس ومنجك السلاح دار"، وأصبح الأخوان من أمراء المشورة والتدبير في الدولة الذين كانوا يقررون أمور الدولة برأيهم دون أن يشاركهم أحد من الأمراء في ذلك فكانوا يدخلون القصر "وينفذون أحوال المملكة بين يدي السلطان بمقتضى علمهم وحسب اختيارهم".
وكان الأمراء قد اتفقوا على تخفيف الكُلف السلطانية وتقليل المصروفات في مختلف جهات الدولة وكتبت لذلك أوراق بما على الدولة من النفقات، فلما تولى الأمير منجك اليوسفي الوزارة عمل على التوفير في نفقات الدولة واستطاع أن يوفر من جامكية المماليك مبلغ ستين ألف درهم في كل شهر، وقطعت جوامك الخدم والجواري والبيوتات السلطانية، ونقص من رواتب زوجات السلطان وجواريه، وقطع رواتب المغاني، وعرض الإسطبل السلطانيّ وقطع جماعة منه ما بين أمير آخور وسياس وغلمان، ووفر من راتب عليق الخيل نحو الخمسين إردبًا في اليوم، وقطع جميع الكلابزية، وكانوا خمسين جوقة وأبقى منهم جوقتين، وقطعت رواتب كثير من الأسرى والعتالين والمستخدمين في العمائر، وأبطل العمارة من بيت السلطان.

## منجك اليوسفي نائب سلطنة دمشق
دخل الأمير منجك دمشق نائبًا للسلطنة بها صبيحة يوم الخميس 24 جمادى الأولى سنة 759هـ/2 يونيو 1358م، وبين يديه الأمراء على العادة، وأوقدت الشموع وخرج الناس لاستقباله، ومنهم من بات علر أسطح المنازل وكان يوما هائلا.
وفي أواخر شهر رجب 759هـ/ أواخر يونيو 1358م برز نائب السلطنة منجك إلى الربوة وأحضر القضاة وولاة الأمور ورسم بإحضار المفتين – وكان من بينهم الإمام ابن كثير – وكان نائب السلطنة عزم يومئذ على تخريب المنازل المبنية بالربوة، وغلق الحمام من أجل هذه فيما ذكر أنها بنيت ليقضي عليها، وهذا الحمام أوساخه صائرة إلى النهر الذي يشرب منه الناس، فاتفق الحال في آخر الأمور على إبقاء المساكن ورد المرتفعات المسلطة على توره وناس، ويترك ما هو مسلط على بردى، فانكف الناس عن الذهاب إلى الربوة بالكلية، ورسم يومئذ بتضييق أكمام النساء وأن تزال الأجراس والركب عن الحمير التي للمكارية.
وفي أوائل شهر شعبان 759هـ/أوائل يوليو 1358م ركب نائب السلطنة يوم الجمعة بعد العصر ليقف على الحائط الرومي الذي بالرحبية، فخاف أهل الأسواق وغلقوا دكاكنيهم عن آخرهم، واعتقدوا أن نائب السلطنة أمر بذلك، فغضب من ذلك وتنصل منه، ثم إنه أمر بهدم الحائط المذكور، وأن ينقل إلى العمارة التي استجدها خارج باب النصر في دار الصناعة التي إلى جانب دار العدل، أمر ببنائها خانا ونقلت تلك الأحجار إليها.
وفي يوم الأحد الموافق 2 ذي الحجة/4 نوفمبر من نفس العام قدم أمير من الديار المصرية ومعه تقليد الأمير سيف الدين منجك بنيابة صفد، فأصبح يوم الاثنين – وهو يوم عرفة – انتقل من دار السعادة إلى سطح المزة قاصدا صفد فحضر العيد بسطح المزة، ثم رحل نحو صفد، قد علق ابن كثير على خروجه من دمشق وطمع كثير من المفسدين والخمارين وغيرهم وفرحوا بزواله عنهم.

## الدور الاجتماعي للأمير منجك اليوسفي
كان من ضمن إسهامات الأمير منجك الاجتماعية ما فعله للاقتصاد في الأموال أن ابطل سماط عيد الفطر في سنة 750هـ/1349م بحجة بأنه يتكلف مبلغا من المال كبيرا حوالي خمسين ألف درهم، بالإضافة إلى أنه كانت تنهبه الغلمان، كما كان أيضا قد أبطل سماط شهر رمضان من قبل، كما أبطل سماط عيد النحر أيضا.

## وفاته
وفي 27 من ذي الحجة 776هـ/28 مايو 1375م مرض الأمير الكبير سيف الدين منجك بن عبد الله اليوسفي الناصري أتابك العسكر ونائب السلطنة الشريفة بالديار المصرية، وركب السلطان إلى داره في القاهرة بالقرب سويقة العزّى الملاصقة لمدرسة السلطان حسن يعوده في مرضه، ففرش له الأمير منجك عدّة شقق حرير لمشي فرسه عليها، وتوفي منجك بعد زيارة السلطان له بيومين بعد صلاة غصر يوم الخميس 29 ذي الحجة/30 مايو، ودفن صبيحة يوم الجمعة بتربته التي أنشاها عند جامعه وخانقاته، خارج باب الوزير بالقرب من قلعة الجبل. وكانت جنازته مشهودة وكان عمره يوم مات بضعًا وستين سنة.

## آراء العلماء فيه ومناقبه ومآثره
كان الأمير منجك من أعيان الأمراء أهل الدين والخير، حسن الرأي، معروفا بالتبجيل والتعظيم والاحترام والتقديم، كثير الإحسان إلى الرعية، قلّما أقام ببلد من البلاد إلا وزرع ما ينفع الناس، وعمّر المدارس والخانات والخوانق وأصلح القناطر، ورتب لهم السبل على الطرقات، وأقام في الأماكن الخفراء ورتب لهم ما يكفيهم، كما كان محبا في العمارة.
وأشار النعيمي في ذكر مناقبه أنه حظي ببعض الشعيرات النبوية قائلًا: "ومن سعادته أنه ظفر بشعر من شعر النبي صلى الله عليه وآله وسلم فكان لا يزال معه وكان حسن الملتقى سيما لأهل العلم".
ومن مآثره ما دونه مؤرخو العصر عنه بأنه من أجلّ الأمراء، إذ كان خيرًا محبًا لفعل الخير، ذا بر معروف وآثار حسنة، وعمّر المدارس والخانات والخوانق والقناطر المشهورة به، وأمر بكسر أواني الخمر ومنع عملها، وزاد في تتبع من يشرب الخمر أو أُمسك سكران فكان في كل يوم يضرب دار العدل جماعة بالمقارع على الجنبين وبالعصي على الصدور وعلى الظهر في حالة واحدة ويخرم الأنف بالخيط ويطيف به، وكذلك منع النساء من الركوب بين الرجال والخروج إلى مواضع النزهة، والخروج في الليل وتضييق الأكمام، كما منع تعليق الأجراس بأعناق الحمير، وألزم كل من يدخل الحمام بالتستر بالمآزر وغيرها، وهو الذي أحدث اللحم السميط في أيام وزارته بمصر.